# Peter Kurzweg
Peter Kurzweg (* 10. Februar 1994 in Dachau) ist ein deutscher Fußballspieler.

## Karriere
Kurzweg begann seine Karriere im Erwachsenenbereich bei der zweiten Mannschaft des TSV 1860 München, für den er bis ins Jahr 2013 in der Jugend aktiv gewesen war. Nach zwei Spielzeiten bei der zweiten Mannschaft der Löwen in der Regionalliga wechselte er im Sommer 2015 zum fränkischen Drittligaaufsteiger Würzburger Kickers. Am 15. August 2015 debütierte er bei einem torlosen Unentschieden gegen Preußen Münster in der 3. Liga. 
Zur Saison 2017/18 wechselte Kurzweg zum Zweitligisten 1. FC Union Berlin, bei dem er einen Vertrag bis zum 30. Juni 2019 erhielt. Dort konnte er sich allerdings nicht durchsetzen und kam lediglich in 7 Zweitligaspielen zum Einsatz, in denen er einen Treffer erzielte.
Ende August verlängerte Kurzweg seinen Vertrag bei Union Berlin bis zum 30. Juni 2020 und kehrte bis zum Ende der Saison 2018/19 auf Leihbasis zu den Würzburger Kickers zurück. Er kam auf 26 Drittligaeinsätze (25-mal in der Startelf) und erzielte einen Treffer.
Zur Saison 2019/20 kehrte Kurzweg nicht zu Union Berlin zurück, sondern wechselte innerhalb der 3. Liga zum Zweitligaabsteiger FC Ingolstadt 04. In der Winterpause der Saison 2021/22 wurde er vom Cheftrainer Rüdiger Rehm aus dem Profikader gestrichen.
Mitte Januar 2022 kehrte Kurzweg zu den Würzburger Kickers zurück, die sich in der Drittliga-Saison 2021/22 im Abstiegskampf befanden.

## Erfolge
- Aufstieg in die 2. Bundesliga 2016 mit den Würzburger Kickers